# Christina Rogestam
Anna Christina Rogestam, född 31 december 1943 i Vårdsbergs församling i Östergötlands län, är en svensk ämbetsman och direktör som varit riksdagsledamot för Centerpartiet. Hon är sedan 2006 styrelsordförande för Balder och hon sitter även i högskolestyrelsen för Högskolan i Skövde. Hon var 2014–2017 förbundsordförande för SPF Seniorerna.

## Biografi
Rogestam har en fil. kand. i samhällsvetenskap från Göteborgs universitet, och hon var under studietiden ordförande för Göteborgs Förenade Studentkårer mellan 1968 och 1969. Efter studierna var hon avdelningschef vid Göteborgs bostadsförmedling 1970-1982 och även ordförande i styrelsen för Göteborgs stadsteater 1974-1978. 1982 återvände Rogestam till Göteborgs universitet som förvaltningschef vilket hon var till 1987, varefter hon 1988 tillträdde som generaldirektör för Invandrarverket, numera Migrationsverket. Under hennes ledning spräckte verket i början på 1990-talet sin budget på grund av ökad invandring från Jugoslavien, och Rogestam avgick den 9 december 1992.
Efter tiden vid invandrarverket satt Rogestam med i organisationskommittén för Byggnadsstyrelsens ombildning och deltog i skapandet av Akademiska hus, och hon var sedan bolagets första verkställande direktör.. På senare tid har hon bland annat genomfört utredningar åt regeringen och medlat mellan fack och arbetsgivare.
Inom politiken har Rogestam varit ledamot av Göteborgs kommunfullmäktige 1971-1973 samt varit riksdagsledamot i tre mandatperioder, från 1974 till 1982, bland annat som vice ordförande för utbildningsutskottet.
Mellan 2014 och 2017 var Christina Rogestam förbundsordförande i SPF Seniorerna.
Vid Centerpartiets nomineringsstämma i november 2017 beslutades att Rogestam, från Tydje och Göteborg, vid riksdagsvalet 2018 kommer stå som tvåa på Centerpartiets Fyrbodalsdistrikts riksdagslista för Västra Götalands läns norra valkrets.